# Dracaena conferta
Dracaena conferta är en sparrisväxtart som beskrevs av Henry Nicholas Ridley. Dracaena conferta ingår i släktet dracenor, och familjen sparrisväxter. Inga underarter finns listade i Catalogue of Life.